# Resort Boin
Resort Boin (japanisch リゾートBOIN ‚große-Brüste-Resort‘) ist ein Erogē-Ren’ai-Adventure das von Crossnet-Pie entwickelt wurde und im Jahr 2007 für den PC erschien. Es ist eine Fortsetzung des Vorgängers Boin und wurde als gleichnamige dreiteilige Hentai-OVA-Reihe adaptiert die von Milky produziert und von Studio Eromatick animiert wurde.

## Inhalt
Die Handlung wurde in der Fortsetzung des ersten Teiles auf eine Südseeinsel verlegt. Daisuke Ichijō (一条 大介) hilft seiner Cousine Maya Koromogae (衣更 麻耶) bei ihrer Arbeit in einem Strandcafé. Eigentlich hatte er aber geplant seinen Urlaub auf der Insel zu genießen, trifft aber schon kurz nach seiner Ankunft auf seine früheren Schülerinnen Nao Iihara (飯井原 なお) und Mitsugu Tsukushino (筑紫野 みつぐ), die sofort in einen Streit um seine Gunst verfallen. Dabei trifft er nun auch auf Maya und die sehr ungeschickte Momona „Momo“ Amamiya (天宮 桃菜), die bei jeder Gelegenheit über ihre eigenen Beine fällt. Dabei kommt ihm unweigerlich der Gedanke, dass dieses Szenario von seiner Großmutter geplant gewesen sei.
Neben ihnen trifft er ebenfalls auf Kanae Shinjō (新条 叶) und Mika Kuōzumiaiginsusutakeizumonokamimeichōjin (宮鴬住藍銀煤竹出雲守明朝仁 ミカ), die einige Jahre älter als die anderen Mädchen sind. In kürzeren Gesprächen und Handlungsabschnitten läuft es darauf hinaus, das Daisuke von allen weiblichen Charakteren gestellt wird und mit ihnen einen intime Beziehung eingeht. Dies weckt insbesondere den Neid von Maya, die aber letztlich nachgibt und es auch zum Geschlechtsverkehr mit mehreren weiblichen Figuren zugleich führt.

## Entstehung und Veröffentlichungen
Das Computerspiel wurde wie der Vorgänger Boin von Crossnet-Pie entwickelt. Erstmals veröffentlicht wurde das Spiel am 16. März 2007 für den PC mit Windows als Betriebssystem. Am 31. Mai 2008 wurde das Spiel von Dennō Club (電脳CLUB) als DVD Players Game (DVDPG) veröffentlicht. Am 31. Juli 2009 wurde das Spiel von Crossnet-Pie in einer Download-Fassung veröffentlicht. Das Szenario stammt von Sakura Sakuya (朔夜 桜) und die Figurenentwürfe von Jin Happōbi (八宝備 仁).

## Original Video Animation
Aufbauend auf dem Erogē entstanden drei OVA-Produktionen. Alle drei Folgen basieren auf demselben Szenario, sind aber nicht chronologisch, bzw. erzählen voneinander unabhängige Geschichten. Die Regie und das Character Design stammen von Kimisuke Murayama (村山 公輔), das Drehbuch von Taifū Sekimachi (関町 台風).
Die erste DVD mit dem Titel Minami no Shima no Bakansu Hen (南の島のバカンス編, dt. „Kapitel: Urlaub auf einer Insel im Süden“) erschien am 25. Dezember 2007. Ihr schloss sich am 25. Mai 2008 die eine zweite Veröffentlichung mit dem Titel Minami no Shima no Harem Hen (南の島のハーレム編, dt. „Kapitel: Harem auf einer Insel im Süden“) an. Die bisher letzte Veröffentlichung aus der Reihe folgte am 25. April 2009 und trug den Titel Minami no Shima no Harenchi Hen (南の島のハレンチ編, dt. „Kapitel: Schamlosigkeiten auf einer Insel im Süden“).

## Synchronisation
| Rolle              | Sprecher (Seiyū)                                                           |
| ------------------ | -------------------------------------------------------------------------- |
| Nao Iihara         | Mahiru Kaneda                                                              |
| Mitsugu Tsukushino | Mia Naruse                                                                 |
| Maya Koromogae     | Minami Hokuto (Spiel und Anime-Folge 1), Nao Kamiya (Anime-Folgen 2 und 3) |
| Momona Amamiya     | Haruno Sakaki                                                              |
| Kanae Shinjō       | Misumi                                                                     |
| Mika K.            | Erena Kaibara                                                              |

## Osawari Boin – Mika-hen
Am 30. Dezember 2009 wurde vom Dōjin Circle Apple mint das Dōjin-Spiel Osawari Boin – Mika-hen (おさわりBOIN 〜ミカ編〜) veröffentlicht. Dieser Dōjin Circle gehört zu einigen Angestellten von Studio Eromatick, was zur Besonderheit führte, dass die Figuren von Crossnet-Pie lizenziert werden konnten, der Drehbuchschreiber des Animes Taifū Sekimachi die Handlung und der Regisseur Kimisuke Murayama die Zeichnungen beisteuerte. Auch konnte wieder Erena Kaibara als Sprecherin für die titelgebende Protagonistin gewonnen werden sowie Jin Happōbi für die Verpackungsillustrationen.